# Cantone di Marennes
Il Cantone di Marennes è una divisione amministrativa dell'arrondissement di Rochefort.
A seguito della riforma approvata con decreto del 27 febbraio 2014, che ha avuto attuazione dopo le elezioni dipartimentali del 2015, è passato da 7 a 14 comuni.

## Composizione
I 7 comuni facenti parte prima della riforma del 2014 erano:
- Bourcefranc-le-Chapus
- Le Gua
- Hiers-Brouage
- Marennes
- Nieulle-sur-Seudre
- Saint-Just-Luzac
- Saint-Sornin

Dal 2015 i comuni appartenenti al cantone sono i seguenti 14:
- Beaugeay
- Bourcefranc-le-Chapus
- Champagne
- La Gripperie-Saint-Symphorien
- Le Gua
- Hiers-Brouage
- Marennes
- Moëze
- Nieulle-sur-Seudre
- Saint-Agnant
- Saint-Froult
- Saint-Jean-d'Angle
- Saint-Just-Luzac
- Saint-Sornin